# AI-slop
"AI-slop", vaak kortweg "slop" (slordig materiaal, rommel), is een term voor media van lage kwaliteit, inclusief teksten en afbeeldingen, gemaakt met behulp van generatieve kunstmatige intelligentietechnologie, die wordt gekenmerkt door een inherent gebrek aan inspanning, logica of doelgerichtheid. De term werd bedacht in de jaren twintig van de 21e eeuw en heeft een pejoratieve connotatie die lijkt op "spam" en er wordt op soortgelijke wijze figuurlijk taalgebruik gebruikt, dat voortkomt uit ongewenst voedsel.
Het is op verschillende manieren gedefinieerd als "digitale rommel", "opvulmateriaal geproduceerd door AI-tools die snelheid en kwantiteit boven inhoud en kwaliteit stellen" en "slechte of ongewenste AI-inhoud in sociale media, kunst, boeken en, steeds vaker, in zoekresultaten".
Jonathan Gilmore, hoogleraar filosofie aan de City University of New York, beschrijft het materiaal als een "ongelooflijk banale, realistische stijl" die voor de kijker gemakkelijk te verwerken is.

## Oorsprong van de term
Naarmate de eerste grote taalmodellen (LLM's) en beeldverspreidingsmodellen de creatie van grote hoeveelheden geschreven content en afbeeldingen van lage kwaliteit versnelden, ontstond er onder journalisten en op sociale platforms een discussie over de juiste term voor de instroom van materiaal. Tot de voorgestelde termen behoorden onder meer "AI-afval", "AI-vervuiling" en "door AI gegenereerd afval". De term "slop" werd aanvankelijk gebruikt als beschrijving voor AI-materiaal van lage kwaliteit als reactie op de introductie van AI-beeldgeneratoren in 2022. Het werd al vroeg gebruikt door commentatoren op 4chan, Hacker News en YouTube als een vorm van intern jargon.
De Britse computerprogrammeur Simon Willison wordt gezien als een van de eerste voorvechters van de term "slop" in het algemeen, nadat hij deze in mei 2024 op zijn persoonlijke blog gebruikte. Hij heeft echter gezegd dat de term al lang in gebruik was voordat hij begon te pleiten voor de term.
De term won in het tweede kwartaal van 2024 aan populariteit, en werd in het vierde kwartaal van 2024 breed bekritiseerd in krantenkoppen.

## Op sociale media
AI-afbeeldingen en -video's tieren welig op sociale media, deels omdat ze inkomsten genereren voor de makers op Facebook en TikTok. Facebook had hier vooral last van. Dit stimuleert individuen uit ontwikkelingslanden om beelden te creëren die aantrekkelijk zijn voor het Amerikaanse publiek, wat leidt tot hogere advertentietarieven.
Journalist Jason Koebler vermoedt dat de bizarre aard van sommige inhoud te wijten kan zijn aan het feit dat de makers Hindi, Urdu en Vietnamees als prompts gebruiken (talen die ondervertegenwoordigd zijn in de trainingsdata van het model), of dat ze onvoorspelbare spraakherkenningsmethoden gebruiken om hun bedoelingen in het Engels te vertalen.
In een interview met het tijdschrift New York beschreef een Keniaanse maker van slordige afbeeldingen hoe hij ChatGPT-prompts gaf zoals "WRITE ME 10 PROMPT picture OF JESUS WHICH WILLING BRING HIGH ENGAGEMENT ON FACEBOOK", en hoe hij die gecreëerde prompts vervolgens invoerde in een AI-service voor tekst-naar-afbeeldingen zoals Midjourney.

## In politiek
In augustus 2024 merkte The Atlantic op dat AI-rommel steeds meer geassocieerd werd met de politieke rechterzijde in de Verenigde Staten, die het gebruikte voor shitposting en engagement farming op sociale media, waarbij de technologie "op aanvraag goedkoop en snel voer voor content" bood.
AI-slop wordt vaak gebruikt in politieke campagnes in een poging om aandacht te trekken door middel van contentfarming. In augustus 2024 plaatste Donald Trump een reeks door AI gegenereerde afbeeldingen op zijn socialemediaplatform Truth Social. Op de afbeeldingen waren fans van zangeres Taylor Swift te zien in T-shirts met de tekst "Swifties for Trump". Ook plaatste hij een foto van de zangeres zelf waarop ze Trumps presidentiële campagne van 2024 aanprees. De afbeeldingen zijn afkomstig van het conservatieve Twitter-account @amuse, dat in de aanloop naar de Amerikaanse verkiezingen van 2024 talloze slordige AI-afbeeldingen heeft gepost. Deze afbeeldingen werden gedeeld door andere bekende figuren binnen de Amerikaanse Republikeinse Partij, zoals Elon Musk, die het gebruik van generatieve AI publiekelijk heeft onderschreven, wat deze associatie nog verder versterkt.
Na de orkaan Helene in de Verenigde Staten verspreidden leden van de Republikeinse Partij een door AI gegenereerde afbeelding van een jong meisje dat een puppy vasthield tijdens een overstroming, en gebruikten dit als bewijs voor het onvermogen van president Joe Biden om op de ramp te reageren. Sommigen, zoals Trump-aanhanger Amy Kremer, deelden de afbeelding op sociale media, maar gaven toe dat ze niet echt was.

## In reclame

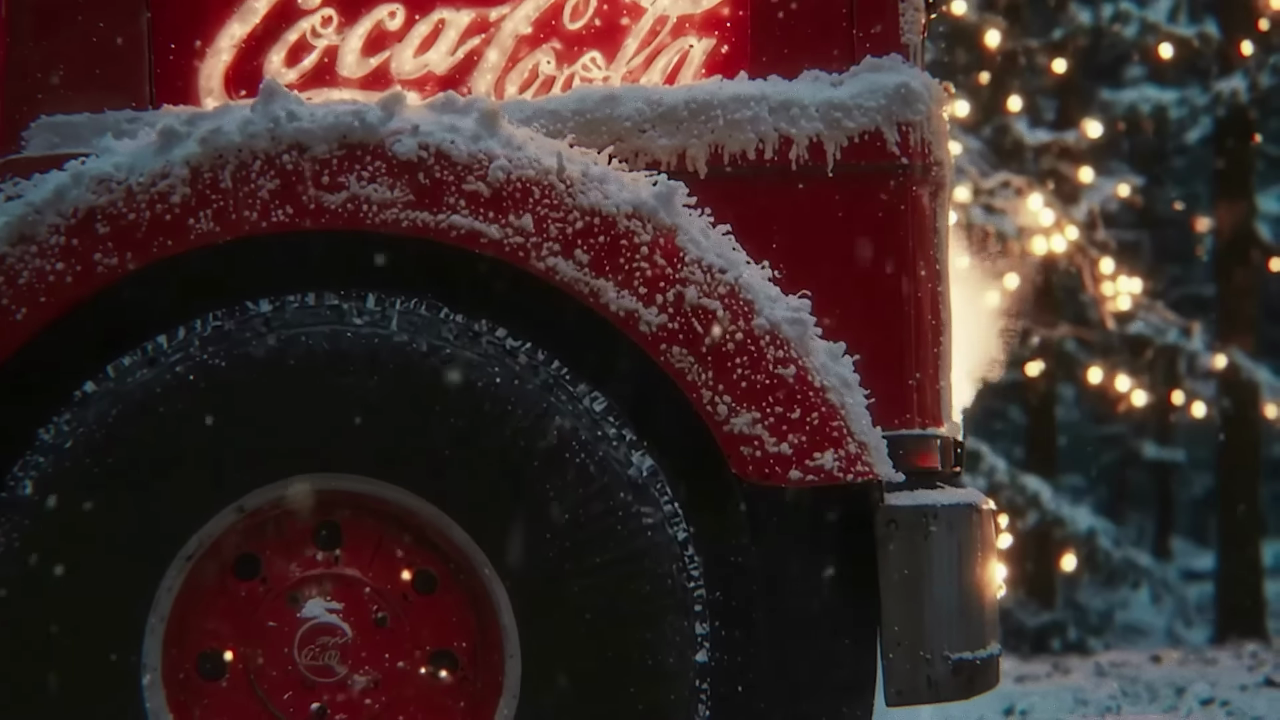
Screenshot van een van de door AI ondersteunde Coca-Cola-vakantiereclame, waarop het Coca-Cola-logo verkeerd gespeld is als "Coca-Coola"

In november 2024 gebruikte Coca-Cola kunstmatige intelligentie om drie reclamespots te maken als onderdeel van hun jaarlijkse feestcampagne. Deze video's werden onmiddellijk negatief ontvangen door zowel gewone kijkers als kunstenaars; de animator Alex Hirsch, de maker van Gravity Falls, bekritiseerde de beslissing van het bedrijf om geen menselijke kunstenaars in te schakelen om de reclame te maken. Als reactie op de negatieve feedback verdedigde het bedrijf haar besluit om generatieve kunstmatige intelligentie te gebruiken door te stellen dat "Coca-Cola altijd toegewijd zal blijven aan het creëren van werk van het hoogste niveau op het kruispunt van menselijke creativiteit en technologie".
In maart 2025 werd Paramount Pictures bekritiseerd omdat het AI-scripting en -verhalen gebruikte in een Instagram-video ter promotie van de film Novocaine. In de advertentie wordt gebruikgemaakt van een robotachtige AI-stem, in een stijl die vergelijkbaar is met de AI-spamvideo's van lage kwaliteit die door contentfarms worden geproduceerd. A24 kreeg soortgelijke kritiek toen het een reeks door AI gegenereerde posters uitbracht voor de film Civil War uit 2024. Op één poster lijkt een groep soldaten te zijn afgebeeld in een tankachtig vlot, die zich voorbereiden om op een grote zwaan te schieten. Dit beeld lijkt niet op de gebeurtenissen in de film.
In dezelfde maand plaatste Activision verschillende advertenties en posters voor nepvideogames zoals "Guitar Hero Mobile", "Crash Bandicoot: Brawl" en "Call of Duty: Zombie Defender", die allemaal waren gemaakt met behulp van generatieve AI op platforms zoals Facebook en Instagram, wat door velen werd bestempeld als AI-rommel. Het doel van de berichten werd later aangegeven als een peiling naar de belangstelling voor mogelijke titels van het bedrijf. De Italiaanse AI-trend van brainrot werd op grote schaal overgenomen door adverteerders om zich beter aan te passen aan jongere doelgroepen.

## In boeken
Online boekverkopers en bibliotheekverkopers bieden tegenwoordig veel titels aan die door AI zijn geschreven en niet door bibliothecarissen in collecties zijn samengevoegd. De digitale medialeverancier Hoopla, die bibliotheken voorziet van e-boeken en downloadbare content, heeft generatieve AI-boeken met fictieve auteurs en een twijfelachtige kwaliteit, die bibliotheken geld kosten als ze worden uitgeleend aan nietsvermoedende klanten.

## In videogames
De videogame Call of Duty: Black Ops 6 uit 2024 bevat assets die door kunstmatige intelligentie worden gegenereerd. Sinds de eerste release van het spel beschuldigden veel spelers Treyarch en Raven Software ervan AI te gebruiken om in-game assets te creëren, zoals laadschermen, emblemen en visitekaartjes. Een specifiek voorbeeld was een laadscherm voor de zombiespelmodus waarop "Necroclaus" werd afgebeeld, een zombieachtige Kerstman met zes vingers aan één hand, een afbeelding die ook andere onregelmatigheden vertoonde. Het vorige deel van de Call of Duty-franchise werd ook beschuldigd van het verkopen van door AI gegenereerde cosmetica.
In februari 2025 maakte Activision bekend dat Black Ops 6 generatieve kunstmatige intelligentie gebruikt om te voldoen aan het beleid van Valve inzake door AI gegenereerde of ondersteunde producten op Steam. Activision stelt op de productpagina van de game op Steam dat "Ons team generatieve AI-tools gebruikt om een aantal in-game assets te ontwikkelen."
Foamstars, een multiplayer third-person shooter die in 2024 door Square Enix werd uitgebracht, bevat in-game muziek en de albumhoes is gegenereerd met Midjourney. Square Enix bevestigde het gebruik van AI, maar verdedigde de beslissing door te zeggen dat ze wilden "experimenteren" met technologieën voor kunstmatige intelligentie en beweerde dat de gegenereerde activa "ongeveer 0,01% of zelfs minder" van de game-inhoud uitmaken. Eerder, op 1 januari 2024, verklaarde Takashi Kiryu, president van Square Enix, in een nieuwjaarsbrief dat het bedrijf "agressief zal zijn in het toepassen van AI en andere geavanceerde technologieën op zowel hun contentontwikkeling als hun publicatiefuncties".
In 2024 bracht Rovio Entertainment een demo uit van een mobiele game genaamd Angry Birds: Block Quest op Android. Het spel bevatte door AI gegenereerde afbeeldingen voor laadschermen en achtergronden. Het werd zwaar bekritiseerd door spelers, die het shovelware noemden en het gebruik van AI-afbeeldingen door Rovio afkeurden. Uiteindelijk werd de app stopgezet en uit de Play Store verwijderd.

## In film en televisie
Sommige films kregen kritiek omdat ze AI-gegenereerde content bevatten. De film Late Night with the Devil viel op door het gebruik van AI, dat door sommigen werd beschouwd als AI-rommel. Er werden meerdere door AI gegenereerde afbeeldingen van lage kwaliteit gebruikt als tussentitels, waarbij één afbeelding een skelet liet zien met een onnauwkeurige botstructuur en slecht gegenereerde vingers die los van de handen leken te staan.
Sommige streamingdiensten, zoals Amazon Prime Video, hebben AI gebruikt om posters en miniatuurafbeeldingen te genereren op een manier die slordig genoemd kan worden. Voor de film Nosferatu uit 1922 werd een AI-poster van lage kwaliteit gebruikt, waarop graaf Orlok op een manier werd afgebeeld die niet leek op zijn uiterlijk in de film. Een miniatuurafbeelding van 12 Angry Men op Amazon Freevee gebruikte AI om 19 mannen met besmeurde gezichten af te beelden, waarvan er geen enkele gelijkenis leek te vertonen met de personages in de film.  Daarnaast hebben sommige kijkers opgemerkt dat veel verhaalbeschrijvingen door AI lijken te zijn gegenereerd, wat door sommigen als slordig wordt omschreven. Een samenvatting die kort op de website van de film Dog Day Afternoon stond, luidde: "Een man neemt gijzelaars in een bank in Brooklyn. Helaas heb ik niet genoeg informatie om binnen de gegeven richtlijnen een samenvatting te geven."
In één geval heeft Deutsche Telekom een serie uit hun media-aanbod verwijderd nadat kijkers hadden geklaagd over de slechte kwaliteit en de monotone nasynchronisatie door de Duitse stem (vertaald uit het oorspronkelijke Pools), en werd ontdekt dat dit via kunstmatige intelligentie was gedaan.

## In muziek
In juli 2025 berichtten talloze media dat een indieband genaamd The Velvet Sundown, die in slechts enkele weken meer dan 850.000 luisteraars op Spotify had verzameld, door AI zou zijn gegenereerd. Critici merkten op dat er geen gegevens waren van optredens van de band, dat individuele bandleden geen aanwezigheid op sociale media hadden en dat hun promotiefoto's nep leken te zijn. Deezers AI-detectietool markeerde de muziek van de band als 100% door AI gegenereerd. 
Een social media-account op naam van de band ontkende dat er AI was gebruikt bij het creëren van hun muziek. Binnen een week was de artiestenbiografie van The Velvet Sundown op Spotify echter bijgewerkt met de mededeling dat de band "een synthetisch muziekproject was, geleid door menselijke creatieve leiding, en gecomponeerd, ingesproken en gevisualiseerd met de ondersteuning van kunstmatige intelligentie", bedoeld als "artistieke provocatie". Tegen die tijd had de band meer dan een miljoen maandelijkse luisteraars op Spotify.

Eerder meldde Rolling Stone (dat The Velvet Sundown omschreef als "duidelijk fictief") dat een woordvoerder van de band, Andrew Frelon, had toegegeven dat hun muziek een "kunsthoax" was, gegenereerd met behulp van de AI-tool Suno. Frelon verklaarde later echter dat zijn verklaring zelf een hoax was en dat hij geen enkele connectie met de band had.